# Suki Shite Sadist
Suki Shite Sadist (すきしてサディスト?) es un manga de 2 volúmenes de la autora japonesa Mayu Shinjō.

## Argumento
Aki es una estudiante de secundaria, la mejor amiga de Masaya, aunque no se da cuenta de que él está enamorado de ella. Masaya tiene un hermano mellizo, Naoya, a quien no ve desde hace mucho porque se separaron cuando sus padres se divorciaron. Cuando Naoya vuelve, se enamora de Aki nada más conocerla, incluso sabiendo que su hermano también la ama. Las cosas se complican cuando Aki se enamora de Naoya, porque Masaya sufre de una enfermedad al corazón.